# Святий Іван (острів)
Святий Іван (болг. Свети Иван) — найбільший болгарський острів у Чорному морі, площею 0,66 км² . Він розташований за 920 метрів від Созополя, міста з багатою історією, популярного серед туристів, і відділений протокою довжиною в кілька сотень метрів від невеликого сусіднього острова Святий Петро. Знаходячись на висоті 33 метрів над рівнем моря, Святий Іван також є найвищим із болгарських морських островів.

## Історія
Приблизно в VII-IX ст. до нашої ери острів заселяли фракійці. Після того як Созополь (Аполонія) був завойований римлянами в 72 р. до н.е., на острові був побудований маяк. Поруч з фракійським святилищем місцеві жителі побудували храм Аполлона з бронзовою статуєю Каламіда заввишки 13,2 метра, що дозволяло легко побачити її з міста. Навколо храму був зведений комплекс будівель в південно-східній частині острова, в тому числі медичні пункти, готелі і т.д.
Після навернення до християнства в X-XI ст. на руїнах старого римського храму був побудований монастирський комплекс, в тому числі базиліка Божої Матері. В XII-IX ст. базиліка була покинутою і лише в X ст. її реконструювали. Монастир Іоанна Хрестителя Предтечі перетворився на важливий центр християнства в регіоні, будівлі монастиря і церкви були реконструйовані в 1262-1310 рр. Протягом декількох років після 1985 року тут проводилися археологічні дослідження, відтак сьогодні залишки двох церков, королівська резиденція, бібліотека, частина оборонного муру з воротами і кілька келій доступні для туристів. Монастир був ставропігійним монастирем Константинопольського патріархату. Ймовірно, тут поховані два колишні патріархи, які перебували у вигнанні.
Созополь був завойований османами разом з Константинополем у 1453 році, і монастир був повністю зруйнований, але пізніше в 1467-1471 рр його відновили. У 20-х рр. XVII ст. він був притулком для козаків-піратів, які здійснювали набіги на західне узбережжя Чорного моря. Археологи навіть виявили сліди козацького святкування в церкві. В липні 1629 року османи знищили рештки будівель на острові Святий Іван, щоб їх не використовували пірати. Острів також відіграв свою роль у російсько-турецькій війні 1828-1829 рр., коли використовувався як польовий госпіталь для російських солдатів, які страждали від холери. Відтак, тут було й російське кладовище.
У середині XIX століття від острова Святий Іван природне явище швидше за все відділило невеличкий острів Святий Петро на сході. А на схід від Святого Петра також існували два невеликі острівці або великі скелі, відомі під назвами Мілош і Гата; востаннє вони були описані російськими військовими кореспондентами в 1820-х рр.
На острові досі стоїть маяк, побудований французькими інженерами в 1884 році, який вказує на Бургаську затоку. У 70-х і на початку 80-х рр. XX ст. був проект звести великий готель Балкантурист на острові Святий Іван, але втручання Тодора Живкова цьому завадило.
У серпні 2010 року служба BBC повідомила, що на острові були знайдені останки Івана Хрестителя.

## Природа
Крім того, що острів має історичне значення, це ще й природний заповідник з 1993 року для 72 видів птахів, що гніздяться на скелях і по всьому узбережжю, 3 з яких знаходяться під загрозою зникнення у світі та 15 — у Європі. Також на острові Святий Іван живуть інші рідкісні види, наприклад, середземноморський тюлень-монах. Скелі на острові покриті чорними мідіями. На острові Святий Іван єдина в країні популяція завезених сюди у 1934 році диких кроликів (Oryctolagus cuniculus)

## Галерея

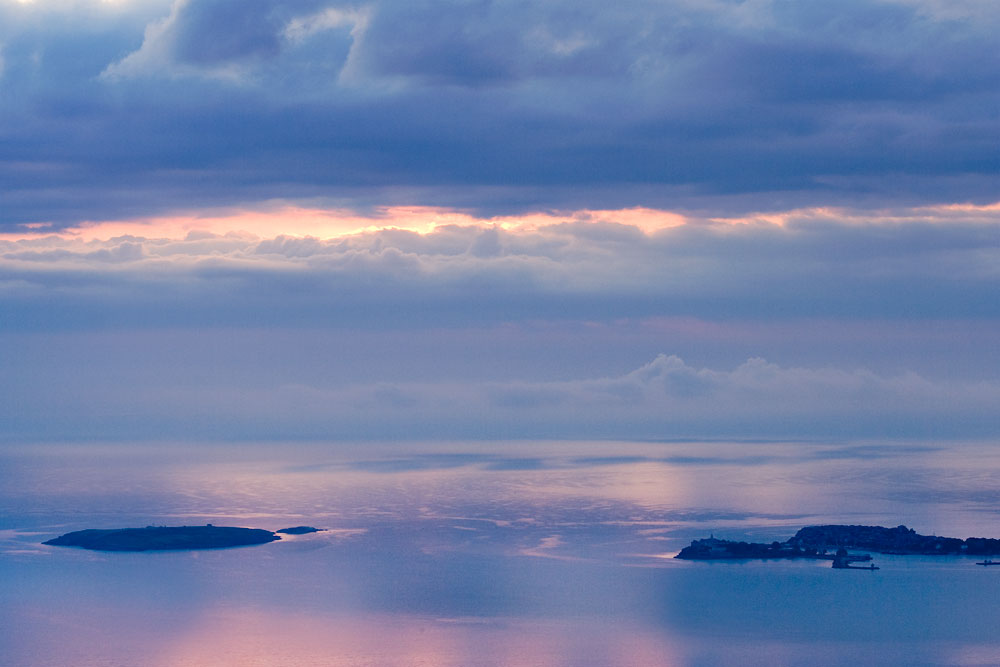
Острів Святий Іван з островом Святий Петро і островом Святий Кирик у затоці Созополя
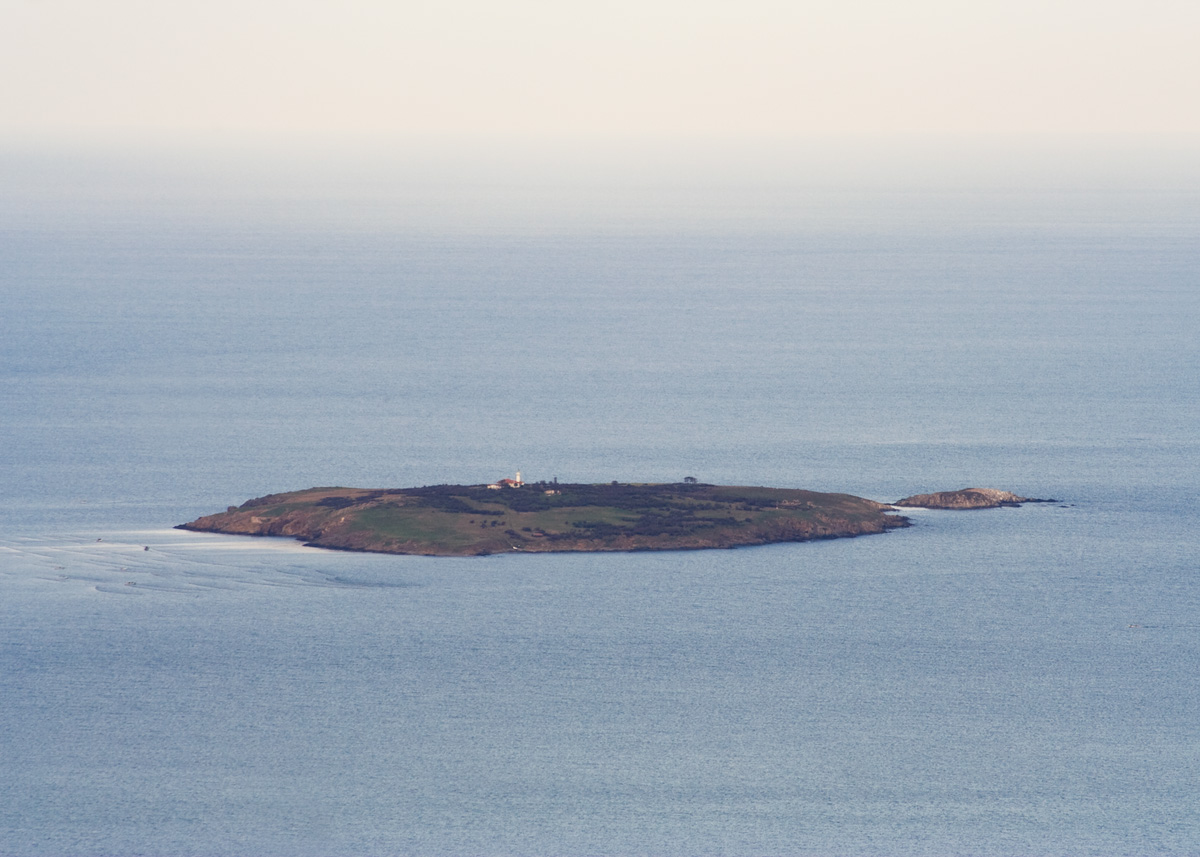
Острів Святий Іван і острів Святий Петро
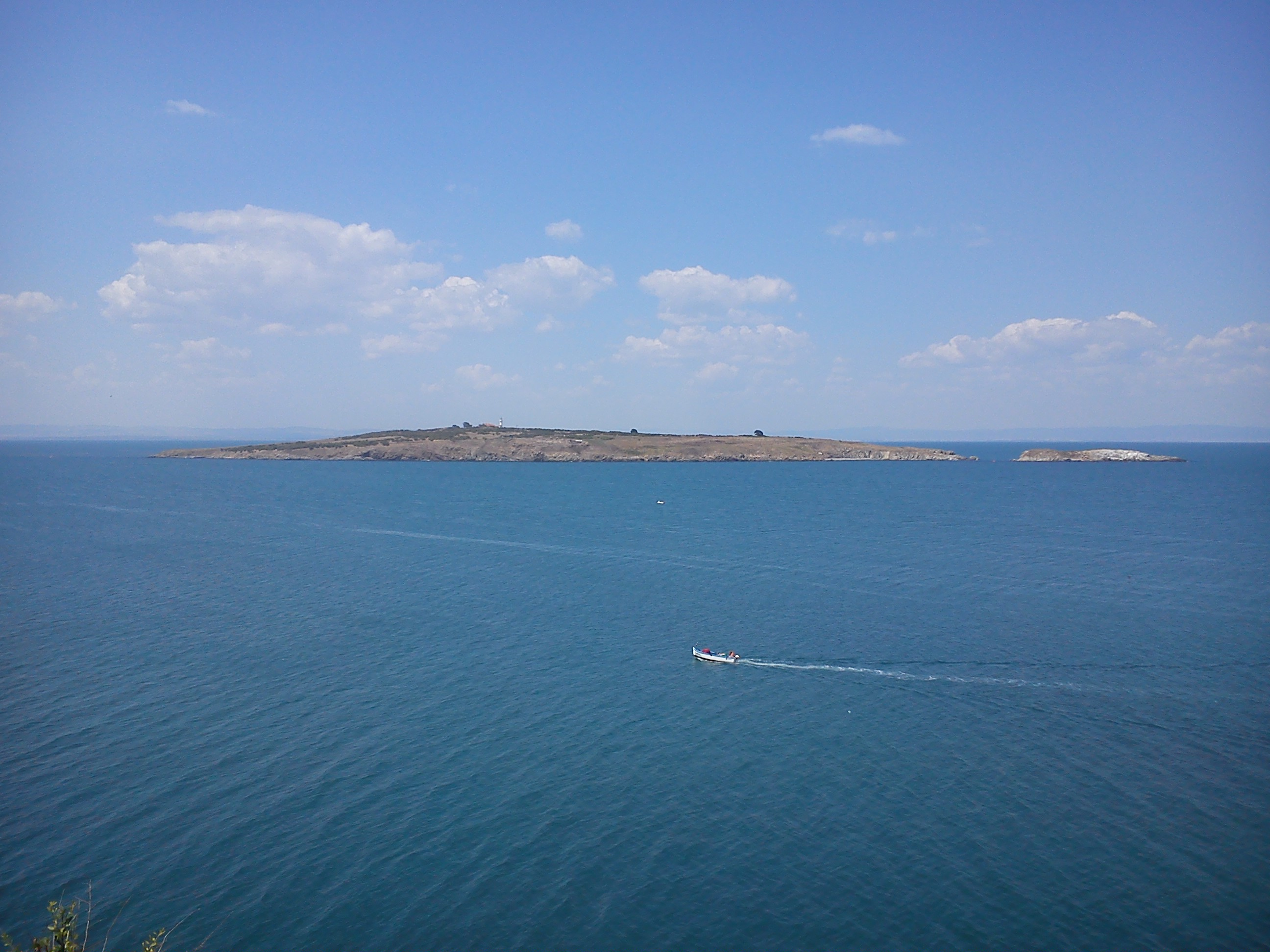
Острів Святий Іван і острів Святий Петро